# 쿠로카와 메이
구로카와 메이(일본어: 黒川 芽以, 1987년 5월 13일~)는 일본의 배우이자 가수이다. 도쿄도 니시토쿄시 출신이며, 소속사는 브레스이다. 호리코시 고등학교를 졸업했으며, 메이라는 이름은 5월(영어로 May)에 태어난 것이 유래이다.

## 출연

### 영화
- 2004 《문제 없는 우리들》
- 2010 《보이즈 온 더 런》
- 2011 《한큐전차: 편도 15분의 기적》
- 2011 《우리들은 세상을 바꿀 수 없어》
- 2015 《너는 착한 아이》

### 드라마
- 2004년 《휴대폰 형사 제니가타 루이》
- 2009년 《파트너 시즌 7》
- 2009년 《양왕 버진》
- 2011년 《수수께끼 풀이는 저녁식사 후에》 마유즈미 카나에 역(3화)